# 稲沢市立大里東小学校
稲沢市立大里東小学校（いなざわしりつおおさとひがししょうがっこう）は、愛知県稲沢市日下部北町にある公立小学校。

## 概要
- 旧・中島郡大里村の小学校であり、1955年までの校名は大里村立大里東小学校であった。

## 沿革
大里村の学校は5つの学校に分かれていたが、1907年に西大里尋常小学校、東大里尋常小学校、大里尋常小学校に統廃合され、1908年に再統合により大里尋常小学校となり、東分教場と西分教場が設置された。大里東小学校はこの大里尋常高等小学校東分教場を前身とする。大里尋常高等小学校は幾つかの改称を経て大里村立大里小学校となり、1953年に分離し、西分教場が大里西小学校、東分教場が大里東小学校となっている。大里小学校を引き継いだのは大里東小学校である。ここでは1953年以前についても記述する。
- 1873年（明治6年）11月 - 教諠学校、揮毫学校、賢増学校が開校。
- 1876年（明治9年）5月 - 教諠学校が中之庄学校、揮毫学校が奥田学校、賢増学校が日下部学校に改称する。
- 1877年（明治10年） - 北島学校、六角堂学校が開校。
- 1887年（明治20年）4月1日 - 奥田学校と日下部学校に統合する。
- 1891年（明治24年）4月 -
  - 奥田学校に玉田分教場と北島分教場を設置する。
  - 日下部学校に市田分教場と四家分教場を設置する。
- 1892年（明治25年）10月1日 -
  - 奥田学校が奥田尋常小学校、日下部学校が日下部尋常小学校に改称する。
  - 奥田学校玉田分教場と北島分教場が独立し、玉田尋常小学校、北島尋常小学校となる。
  - 日下部学校市田分教場と四家分教場が独立し、市田尋常小学校、四家尋常小学校となる。
- 1902年（明治35年）3月22日 - 玉田尋常小学校と北島尋常小学校を統合し、島田尋常小学校となる。
- 1906年（明治39年）5月10日 - 市田村、四家村、島田村、奥田村、日下部村が合併し、大里村が発足。
- 1907年（明治40年）1月1日 - 大里村の学校（日下部尋常小学校・島田尋常小学校・奥田尋常小学校・市田尋常小学校・四家尋常小学校）を統合し、西大里尋常小学校、東大里尋常小学校、大里尋常小学校となる。
- 1908年（明治41年）7月1日 - 西大里尋常小学校、東大里尋常小学校、大里尋常小学校を統合し、大里尋常小学校となる。旧・西大里尋常小学校は西分教場、旧・東大里尋常小学校は東分教場となる。
- 1941年（昭和16年）4月1日 - 大里国民学校に改称する。
- 1947年（昭和22年）4月1日 - 大里村立大里小学校に改称する。
- 1953年（昭和28年）4月1日 - 大里村立大里小学校が分離し、大里小学校西分教場が大里村立大里西小学校、大里小学校東分教場が大里村立大里東小学校となる。大里小学校の校舎は大里中学校の校舎の一部に転用する。
- 1955年（昭和30年）4月15日 - 稲沢町、明治村、千代田村、大里村が合併し、改めて稲沢町が発足。同時に稲沢町立大里東小学校に改称する。
- 1958年（昭和33年）11月1日 - 市制施行し、稲沢市となる。同時に稲沢市立大里東小学校に改称する。
- 1959年（昭和34年）3月28日 - 新校舎（鉄筋コンクリート造）が完成する。
- 1965年（昭和40年）3月9日 - 体育館が完成する。
- 1968年（昭和43年）1月16日 - 校舎（鉄筋コンクリート造）が完成する。
- 1969年（昭和44年）7月3日 - 校舎を増築する。
- 1971年（昭和46年）5月31日 - 校舎を増築する。
- 1973年（昭和48年）4月1日 - 校区の一部（稲沢団地）が新設の稲沢市立大塚小学校に移る。
- 1974年（昭和49年）5月7日 - プールが完成する。
- 1976年（昭和51年）3月15日 - 管理棟、北校舎が完成する。
- 1981年（昭和56年）4月1日 - 校区の一部が新設の稲沢市立小正小学校に移る。

## 通学区域
- 奥田町（名鉄名古屋本線以東）、奥田大沢町、奥田酒伊町、奥田井之下町、奥田膳棚町、奥田流町、増田北町、増田東町（名鉄名古屋本線以東）、井之口町、井之口北畑町、井之口白山町、井之口柿ノ木町、井之口本町、井之口親畑町、井之口四家町、井之口大宮町、井之口石塚町、井之口小番戸町、井之口鶴田町、井之口沖ノ田町（一部）、井之口大坪町、六角堂西町1-5丁目、六角堂東町1-5丁目、北市場町、北市場西町、北市場南町、北市場本町1-4丁目、日下部町、日下部北町1-5丁目、日下部西町1・2丁目、日下部中町1-7丁目、日下部東町1-3丁目、日下部南町1-4丁目、日下部松野町3丁目、日下部花ノ木町、菱町（一部）[2]。

## 進学先中学校
- 稲沢市立大里東中学校

## 交通アクセス
- 名鉄名古屋本線大里駅下車、徒歩約20分。